# IC 1660
IC 1660 је расијано звјездано јато у сазвјежђу Тукан које се налази на листи објеката дубоког неба у Индекс каталогу.
Деклинација објекта је - 71° 45' 41" а ректасцензија 1h 12m 38,4s. IC 1660 је још познат и под ознакама ESO 51-SC24.